# Дебильность
Деби́льность, реже дебили́зм (от лат. dēbilis — «слабый», «немощный»; англ. moron, feeble-minded, high-grade defective) — самая слабая степень умственной отсталости, обусловленная задержкой развития или органическим поражением мозга плода. Впервые выделена Валантеном Маньяном в 1890 году. Термины «дебильность», «дебил» — устаревшие и не рекомендуются к использованию, так как они вышли за сугубо медицинские рамки и стали носить социальный (негативный) оттенок, став ругательством. В англоязычных странах аналогичная ситуация с термином «moron», словом, введённым в 1910 году психологом Генрихом Х. Годдардом. Слово «moron» использовалось для обозначения лёгкой умственной отсталости вплоть до МКБ-9. Для обозначения выраженных дебилов и на русском языке предлагалось использовать слово моро́н, происходящее от др.-греч. μωρός «неразумный», «безрассудный», «глупый», но термин не получил широкого распространения. Вместо этих терминов в некоторых руководствах предлагается использовать нейтральный термин из МКБ-10, по которой «дебильность» соответствует диагнозу «умственная отсталость лёгкой степени» или «лёгкая умственная отсталость». Тем не менее в психиатрической литературе и литературе по олигофренопедагогике и в настоящее время продолжают использоваться традиционные термины «дебильность», «имбецильность» и «идиотия».

## Описание
При нерезко выраженной дебильности ребёнок может ничем внешне не отличаться от сверстников. Сохраняются механическая память и эмоционально-волевая сфера. Внимание очень трудно привлечь и фиксировать. Запоминание замедленно и непрочно. У них преобладает конкретно-описательный тип мышления, в то время как способность к абстрагированию почти отсутствует. Тем не менее они могут формировать простейшие обобщения. Для них составляет трудность охватывание ситуации целиком, и обычно они улавливают только внешнюю сторону событий. Сложно воспринимают логические связи между предметами, понятия «пространство», «время» и т. д. Часто встречаются нарушения речи (отстаёт в развитии, искажение звуков, нарушения грамматического строя речи, скудный словарный запас). Хотя может быть и достаточно большой словарный запас, но речь при этом всё равно бедна и однообразна. Обычно не могут пересказать прочитанное, услышанное. Однако некоторым дебилам при задержке общего психического развития и малой продуктивности мышления свойственна частичная одарённость (вплоть до синдрома саванта): отличная механическая память (без осмысления повторяемого), способность производить в уме сложные арифметические операции, умение рисовать, абсолютный слух и др. При более тяжёлой степени олигофрении (имбецильности) одарённость также встречается. Эмоции преобладают актуальные на данный момент. Действия не целенаправленны, импульсивны, развит негативизм.
Дебилы с программой основной общеобразовательной школы не справляются, обычно заканчивают начальную или вспомогательную школу, способны вести самостоятельную жизнь. Они способны усваивать специальные программы, основанные на конкретно-наглядном обучении в медленном темпе. Наиболее трудными для изучения предметами в школе для них являются физика и математика. Возможна социальная адаптация и участие в самостоятельной трудовой деятельности. Дебилы могут освоить несложную специальность, иногда даже очень хорошо. Эмиль Крепелин отмечал, что «их умение больше, чем знание».
В привычной обстановке дебилы относительно адекватны и самостоятельны. Они могут жить самостоятельно, но чаще всего требуется руководство и поддержка.
Дебилы способны попадать под влияние других людей, так как обладают повышенной внушаемостью. Из-за данной особенности они могут быть использованы как орудие в преступных целях. Они также зачастую легко перенимают чужие взгляды и впоследствии стойко их придерживаются, при этом наблюдается недостаток в собственных суждениях. Им свойственно запоминание различных правил и выражений, которые шаблонно употребляются. Некоторые склонны даже поучать других людей и зачастую рассуждают о том, чего сами не понимают (так называемые «салонные дебилы»). Также у них недостаточно развита способность к подавлению влечений и самообладанию. В целом их волевые и эмоциональные качества развиты лучше, чем у имбецилов. Часто встречается усиление примитивных влечений, в частности полового влечения, сопровождающееся распущенным поведением.
У дебилов отмечается некоторая неуклюжесть, размашистость движений. Иногда встречаются неврологические расстройства и аномалии физического развития, собственно, как и при других формах умственной отсталости.
Замечено[кем?], однако, что пациенты с лёгкой степенью дебильности в большинстве своём — вполне неплохие супруги, малоконфликтные, послушные и управляемые.
Среди дебилов различают эретичных (возбудимых), вялых апатичных, злобно-упрямых, мстительных и торпидных (заторможенных). Характер их может быть добродушно-ласковым и приветливым, либо агрессивным со злобностью, упрямством и недоверчивостью к окружающим.
Все интересы страдающих дебильностью преимущественно сконцентрированы на удовлетворении инстинктов (пищевого и полового), а также на своей внешности.

## Формы
В зависимости от уровня интеллектуального развития выделяют следующие формы дебильности:
1. Лёгкая форма, IQ 65—69.
2. Умеренно выраженная форма, IQ 60—64
3. Тяжёлая форма, IQ 50—59

Для определения формы дебильности используется полное клиническое обследование.
Степень развития определяется в соответствии с диагностируемой формой дебильности.
В МКБ-10 все формы дебильности (IQ 50—69) кодируются под рубрикой F70 (лёгкая умственная отсталость).
Для указания степени поведенческих нарушений добавляется цифра после точки:
- F70.0 минимальные поведенческие нарушения или отсутствие их;
- F70.1 значительные поведенческие нарушения, требующие внимания или лечебных мер;
- F70.8 другие поведенческие нарушения;
- F70.9 поведенческие нарушения не определены.

## Противопоказания
- Служба в вооружённых силах.
- Служба в государственных и муниципальных органах.
- Допуск к государственной тайне.
- Управление механическими транспортными средствами всех категорий (A, B, C, D, E).
- Управление иными сложными техническими механизмами (подъёмные краны, погрузчики, конвейеры и т. п.)
- Работа, связанная с использованием химических (токсичных) или взрывчатых веществ.
- Охранная деятельность.
- Ношение и приобретение оружия.
- Работа машинистом и другие работы, связанные с движением поездов.
- Работа инженером, мастером (индивидуально).

Прохождение медицинского освидетельствования у врача-психиатра обязательно.

Допуск к работе по некоторым профессиям принимается индивидуально врачом-психиатром.